# Tarquinius und Lucretia
Tarquinius und Lucretia (it.: Tarquinio e Lucrezia) ist ein Gemälde des italienischen Malers Tizian. Das Gemälde entstand in den Jahren 1568 bis 1571. Damals war Tizian um die 80 Jahre alt. Heute befindet sich das Gemälde von Tizian im Fitzwilliam Museum der Universität Cambridge in Cambridge, England.

## Interpretation und Betrachtung

Tizian (Selbstporträt)

Das Bild zeigt den Übergriff Tarquinius’ auf Lucretia. Der Dolch in Tarquinius’ rechter Hand ist etwas heller als der Rest des Bildes. Tizian hat sehr geschickt eine dramatische Bewegung im Bild dargestellt. Durch das Schwimmen des grünen Vorhangs im Hintergrund kommt das Gefühl von Bewegung in das Bild.
Tarquinius erscheint ganz in Rot: rötliche Haare, rötlicher Bart, rote Streifen auf seiner Schärpe, rotes Hemd, purpurfarbene Hose und scharlachroten Beine. Sogar der Schatten wirkt rötlich. Jedoch seine weißen Augen stechen aus dem sonst durch Schatten abgedunkelten Gesicht heraus. Er fixiert Lucretias Gesicht. Durch diese Farbwahl zeigt und symbolisiert Tizian Tarquinius’ Erregung und Aggressivität, doch er verurteilt ihn im selben Moment auch.
Der Junge auf der linken Seite symbolisiert die Machtlosigkeit gegen dieses Verbrechen. Aber er ist auch Zeuge des Verbrechens und zugleich Voyeur. Der Betrachter sieht sich an dem Verbrechen beteiligt und muss sich fragen, ob man Lucretia nicht helfen könnte.
Tarquinius’ Haltung ist mit Bedacht gewählt. Sein meistes Gewicht liegt auf dem rechten Knie, welches sich zwischen den Beinen Lucretias befindet. Der linke Fuß berührt nur ganz leicht den Boden. Die Armhaltung hat Tizian mehrmals geändert, da sie ihm nie passte.
Nachdem er das Bild vollendet hatte, schrieb er seinem Freund Philipp, für welchen auch das Gemälde bestimmt war, dass er von dem Bild begeistert sei.

## Hintergründe
Ausschnitt aus Publius Ovidius Nasos Fasti: (frei übersetzt)
Der römische Prinz Tarquinius (Sohn des Tarquinius Superbus) kommt ins Haus, wird freundlichst begrüßt und isst mit den Hausherren zu Abend. Anschließend gehen alle zu Bett, doch Tarquinius steht noch einmal auf. Er geht zu Lucretia (Ehefrau des Lucius Tarquinius Collatinus). Er nimmt seinen Dolch und sprach zu ihr: „Ich habe einen Dolch bei mir, Lucretia. Ich bin es, Tarquinius, der Sohn des Königs, welcher zu dir spricht.“ Sie konnte weder sprechen noch denken und ist starr vor Angst. Was sollte sie tun? Kämpfen? Er berührt ihre Brüste und nimmt ihr so ihr Leben durch Schmach. Doch das Mädchen überwindet seine Angst und spricht: „Dieser Sieg wird dich zerstören. Was dich und dein Königreich diese eine Nacht kostet.“
Nach der Vergewaltigung erzählte sie alles ihrem Mann und ihrem Vater und beging Suizid, weil sie die Schmach nicht ertrug. Die beiden Männer schworen, Tarquinius zu suchen und zu töten. Die Römischen Bürger töteten Tarquinius und stürzten den König. Anschließend riefen sie die Republik aus (siehe Römische Republik). Lucius Tarquinius Collatinus und Lucius Iunius Brutus werden die ersten Konsuln der jungen Republik.
Lucretia wurde zu einem weiblichen Vorbild der Tugend und zur Märtyrerin. Die Vergewaltigung und der Selbstmord Lucretias wurden oft dargestellt.

## Weitere Künstler
- Luca Giordano – Lucrezia e Tarquinio
- Jacopo Palma – Il Giovane Tarquinio e Lucrezia
- Antonio Bellucci – Tarquinio e Lucrezia
- Peter Paul Rubens – Tarquinius und Lukretia
- Giovanni Battista Tiepolo – Tarquinius und Lucretia
- Hans von Aachen – Tarquinius und Lucretia
- Jan Massys – Tarquin et Lucrèce
- Charles-Alphonse Du Fresnoy – Lucretia's Death

Es gibt zu diesem Thema auch ein Gedicht von William Shakespeare, The Rape of Lucrece.